# Kretzschmaria pavimentosa
Kretzschmaria pavimentosa är en svampart som först beskrevs av Vincenzo de Cesati, och fick sitt nu gällande namn av Philip Michael Dunlop Martin 1976. Kretzschmaria pavimentosa ingår i släktet Kretzschmaria och familjen kolkärnsvampar.   Inga underarter finns listade i Catalogue of Life.